# Mariano Miguel y Gómez
Mariano Miguel y Gómez (Cervera de Pisuerga, 2 de febrero de 1814-Valladolid, 14 de septiembre de 1891) fue un clérigo católico español, obispo de Segorbe, Vitoria y arzobispo de Valladolid.

## Biografía
Natural de la localidad palentina de Cervera de Pisuerga, estudió en el seminario de Valladolid. Fue nombrado obispo de Segorbe el 10 de marzo de 1876, sede que ocupó hasta el 30 de noviembre de 1880, en que fue nombrado obispo de Vitoria. Fue senador por el arzobispado de Valencia mientras ocupó la sede segorbina (en 1877 y nuevamente en 1879-1880).
Permaneció en la diócesis vasca por algo más de nueve años, siendo designado nuevamente senador por el arzobispado de Burgos. Abandonó Vitoria tras su nombramiento como arzobispo de Valladolid el 30 de diciembre de 1889, sede que ocupó hasta su fallecimiento.